# Johannes Liesens

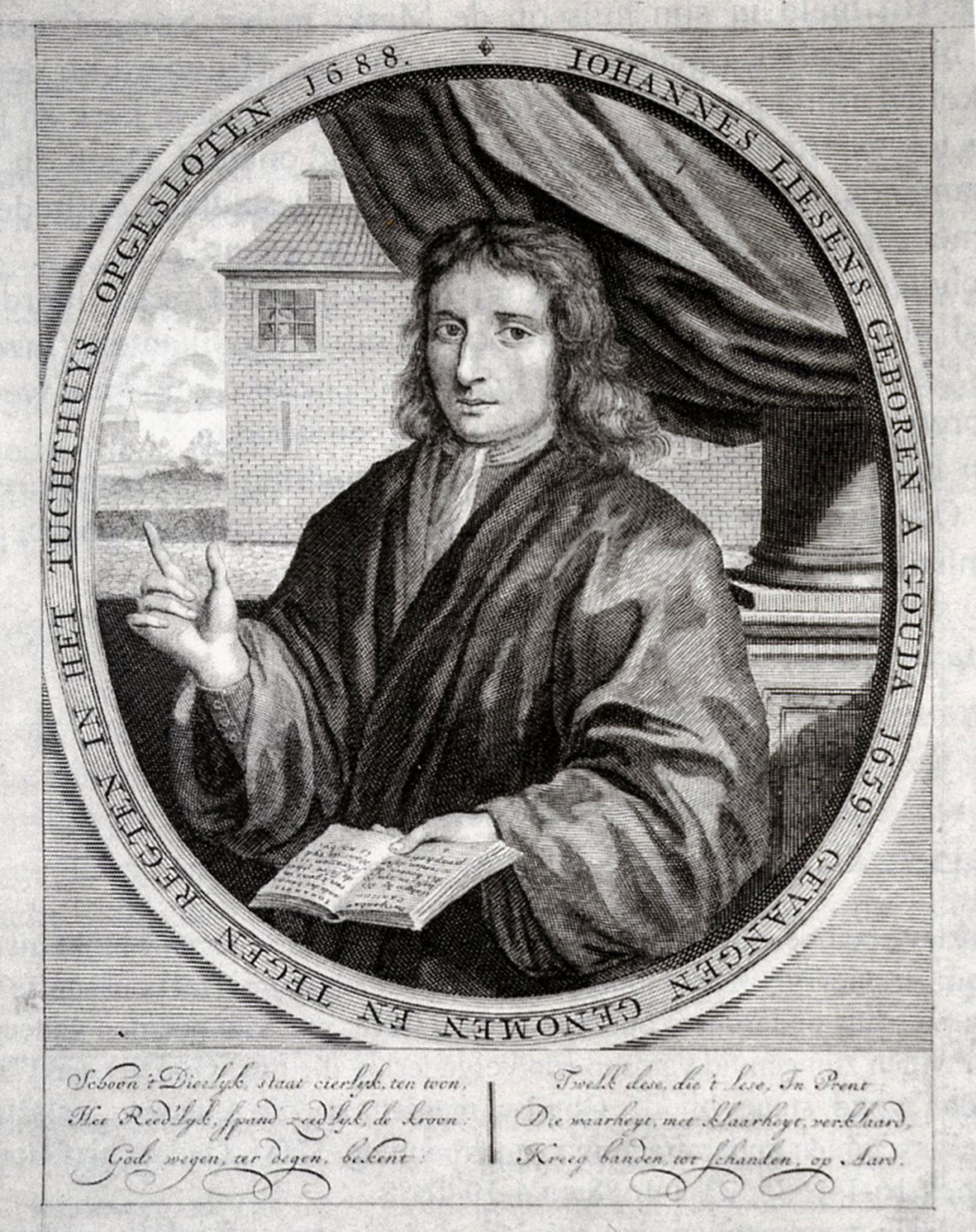
Johannes Liesens, gravure toegeschreven aan Johannes Munnickhuyzen

Johannes Liesens, ook De Blas genoemd (Gouda, 1659) was een Goudse zilversmid, publicist en aanhanger van Johannes Coccejus.
Liesens werd in 1686 toegelaten tot het zilversmidsgilde in Gouda. Hij deed van zich spreken, omdat hij een overtuigd aanhanger was van de theoloog Johannes Coccejus, die een wat vrijere opvatting had over de oudtestamentische verboden. Liesens gebruikte zijn huis aan de Markt om zijn opvattingen te verkondigen. Hij verkreeg nogal wat aanhang in de stad. Zijn optreden veroorzaakte daardoor veel onrust en leidde tot vechtpartijen en politieoptreden. De kerkenraad bemoeide zich met deze zaak en Liesens werd uit de stad verbannen. Hij gaf daaraan geen gehoor: "Ick liet mij liever met vier peerden vaneen scheuren als dat ik sou willen zijn een lid van soo een vergadering die haar God versaakt", verklaarde hij. Toen hij bleef volharden in zijn weigering de stad te verlaten werd hij gevangengezet. Op een gravure van waarschijnlijk Johannes Munnickhuyzen staat hij afgebeeld en achter zijn figuur is het tuchthuis te zien waar hij eveneens achter de tralies is afgebeeld. De tekst van het randschrift luidt:
Johannes Liesens, geboren a Gouda 1659: gevangengenomen en tegen regten in het tuchthuis opgesloten 1688
Onder de gravure staat te lezen:
schoon 't dierlyk, staat cierlijk, ten toon
Het reed'lyk, spand' zeed'lyk, de kroon:
Gods wegen, ter degen, bekent:

't Welk dese, die 't lese, in prent:
Die waarheyt, met klaarheyt, verklaard,
Kreeg banden, tot schanden, op aard.
Liesens verliet Gouda en vestigde zich in Oudewater. Hij publiceerde zijn denkbeelden in enkele geschriften, waaronder een werk over de zondagsheiliging. In navolging van Coccejus vond hij dat dit gebod niet letterlijk moest worden opgevat. Hij werd rond 1705 weer opgesloten, nu in een beterhuis. Daarop keerde zijn vrouw terug naar Gouda, deed schuldbelijdenis en werd weer toegelaten tot de Nederduits Gereformeerde Kerk.

## Publicaties
- Eenvoudige en korte verklaringe over het vierde gebod, ende van onsen catechismus over het selve, Gouda 1688
- Voorlooper, van een werck dat volgen sal, 1689
- De bekentmakinge van het eeuwige testament, aan Adam en Evah, of Gods eeuwig raad-besluyt in Eeden geopend, en waarheden daar in opgeslote vertoogt door Johannes Liesens, gewezene gevangene, 1691

- International Standard Name Identifier: 0000 0003 8992 7090
- Nederlandse Thesaurus van Auteursnamen: 074097865
- Virtual International Authority File: 283457641
- WorldCat: E39PBJdrHm4gkqyGDKGHvhy68C